# Ivan Fiala
Ivan Fiala (25. srpna 1941 Bratislava – 13. července 2018) byl přední (česko)slovenský horolezec a trenér, zasloužilý mistr sportu.

## Výkony a ocenění
- 11. července 1971: s Michalem Orolinem první českoslovenští horolezci na vrcholu osmitisícovky
- zasloužilý mistr sportu
- Zlatý odznak Iamesu

### Hory
- Vysoké Tatry: stovky výstupů

### Nanga Parbat
V roce 1971 zopakovali s Michalem Orolinem výstup Hermanna Buhla severozápadním úbočím na vrchol Nanga Parbatu (8 125 m n. m.) a zároveň se stali prvními československými horolezci na vrcholu osmitisícovky, během druhé čs. expedice na tuto horu. (Druhý a poslední výstup touto cestou se zdařil jihokorejské expedici až v roce 2005.)

### Makalu
Zúčastnil se dvou expedic na Makalu, při druhé v roce 1976 vystoupil na jižní vrchol (8 010 m n. m.)

### Mount Everest
Byl vedoucím výpravy na Everest v r. 1988, kde po výstupu obtížnou JZ stěnou zahynuli 4 slovenští horolezci. To jej přimělo ukončit lezeckou kariéru